# Mihai Erdögh
Mihai Erdögh (Târgu Mureș, 1928) è un ex cestista rumeno.

## Carriera
Con la Romania ha disputato tre edizioni dei Campionati europei (1953, 1955, 1957).